# Louis Boccardo
Louis Boccardo (Moncalieri, 9 août 1861 - Turin, 9 juin 1936) est un prêtre italien, fondateur des sœurs de Jésus-Roi et reconnu bienheureux par l'Église catholique.

## Biographie

### Jeunesse
Louis Boccardo est né à Moncalieri le 9 août 1861. Son parrain est Jean-Marie Boccardo, son frère aîné alors âgé de treize ans qui le guidera dans les différentes étapes de sa vie. Il sera béatifié en 1998 . Compte tenu de son penchant pour les études, ses parents l'inscrivent au collège des pères barnabites de Moncalieri, déjà fréquenté par son frère Jean-Marie ; dans cet environnement religieux, il ressent le désir d'être prêtre. C'est Jean-Marie qui persuade ses parents réticents d'accepter la vocation de ce deuxième fils et qui assume les frais de scolarité.
En octobre 1875, Louis entre au séminaire de Giaveno où il est atteint du typhus et risque la mort. En 1877, il entame ses études de philosophie au séminaire de Chieri, où son frère aîné est directeur spirituel. Après deux ans, il passe au séminaire de théologie de Turin, où il a comme père spirituel Joseph Allamano (1851-1926).

### Prêtre
Louis Boccardo est ordonné le 7 juin 1884 par le cardinal Gaetano Alimonda ; le lendemain, il célèbre sa première messe dans sa paroisse natale de Moncalieri en présence de ses parents, de ses nombreux frères et sœurs, du curé et des fidèles. Il passe une année au séminaire de Turin comme assistant, puis l'archevêque l'affecte à Pancalieri où son frère était curé depuis 1882. Deux ans après son arrivée, une épidémie de choléra fait plus d'une cinquantaine de victimes, il est en première ligne pour assister les mourants et les malades ; à la suite des conséquences dramatiques de l'épidémie, son frère fonde les pauvres filles de saint Gaétan.
Le 12 avril 1886, le chanoine Joseph Allamano le nomme vice-recteur et père spirituel du collège ecclésiastique de la Consolata de Turin fondé sur la doctrine de saint François de Sales et de saint Alphonse de Liguori, les deux hommes travailleront ensemble pendant 30 ans, de 1886 à 1916, en parfaite harmonie, surtout lorsque se multiplient les engagements de Don Allamano comme la restauration du sanctuaire et la gestion des missionnaires de la Consolata et des sœurs missionnaires de la Consolata. Don Boccardo continue d'être le directeur spirituel et l'organisateur de la vie des prêtres étudiants du pensionnat, enseignant différentes matières de théologie, donnant des conférences, mais surtout passe des heures en prière et dans le confessionnal. Parmi les nombreuses personnes qu'il assiste spirituellement, se trouve Marie Consolata Ferrero, future sœur Bénigne Consolata (1885-1916) dont il a écrit une biographie. Le 2 juin 1909, il est nommé chanoine honoraire de la collégiale de la Sainte Trinité.

### Supérieur et fondateur
Le 30 décembre 1913, son frère Jean Marie décède, il en éprouve une grande douleur. Le 9 janvier 1914, le cardinal Agostino Richelmy le nomme supérieur général des Pauvres Filles de saint Gaétan, la congrégation fondée par son frère. Alors qu'il aime la stabilité et le recueillement, il doit voyager à travers l'Italie, visiter, connaître et organiser les différentes communautés dispersées en Italie, ouvrir de nouvelles maisons, administrer un institut qui comprend plusieurs centaines de religieuses, des dizaines de maisons et de communautés. Le 3 décembre 1919, il reçoit une autre mission de l'archevêque de Turin, celle de se charger de la maison des aveugles à Turin.
Malgré sa maladie, il entreprend la construction de l'église de Jésus Roi à Turin ; le sanctuaire est consacré le 24 octobre 1931 par le cardinal Maurilio Fossati. Étant directeur spirituel de l'institut des aveugles, il rencontre des jeunes filles désireuses de vie consacrée mais qui ne peuvent intégrer d'institut religieux à cause de leur handicap. Le 18 janvier 1932, il communique aux filles aveugles sa décision de fonder une branche contemplative des pauvres filles de saint Gaétan sous le titre de filles de Jésus Roi avec pour but de prier pour l'Église, pour le pape et les prêtres. Il décède quatre ans plus tard, le 9 juin 1936.

## Vénération

### Béatification
Il est déclaré vénérable le 12 avril 2003 et béatifié le 14 avril 2007 dans la nouvelle église de la Sainte-Face à Turin par le cardinal José Saraiva Martins, C.M.F, préfet émérite de la congrégation pour les causes des saints au nom du pape Benoît XVI.

### Culte
Le bienheureux Louis Boccardo est fêté le 9 juin.
Sa tombe est exposée à la vénération des fidèles dans le Sanctuaire de Jésus Roi à Turin.